# Epifaniekathedraal van Jelochovo

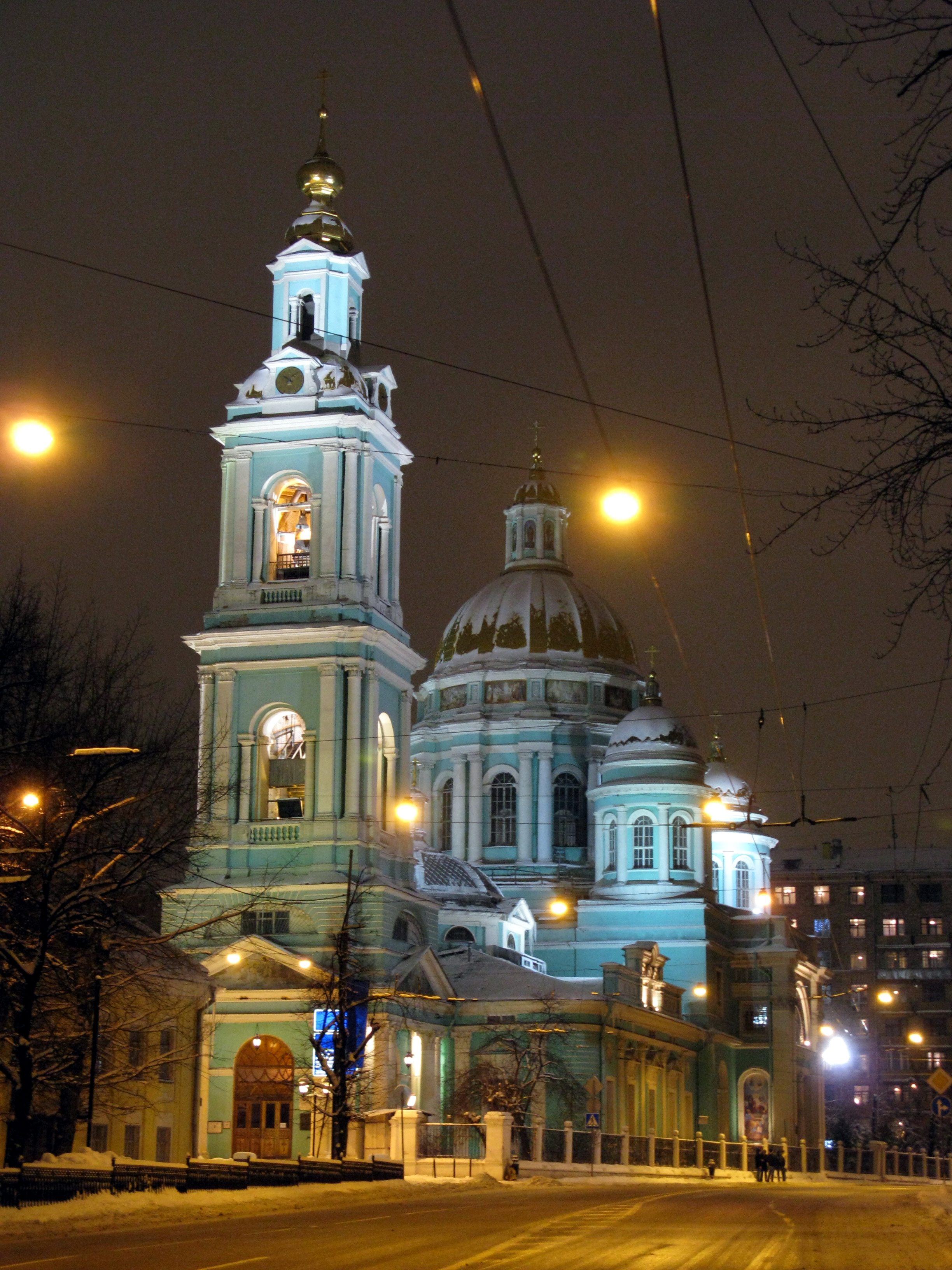
Moskou, Epifaniekathedraal

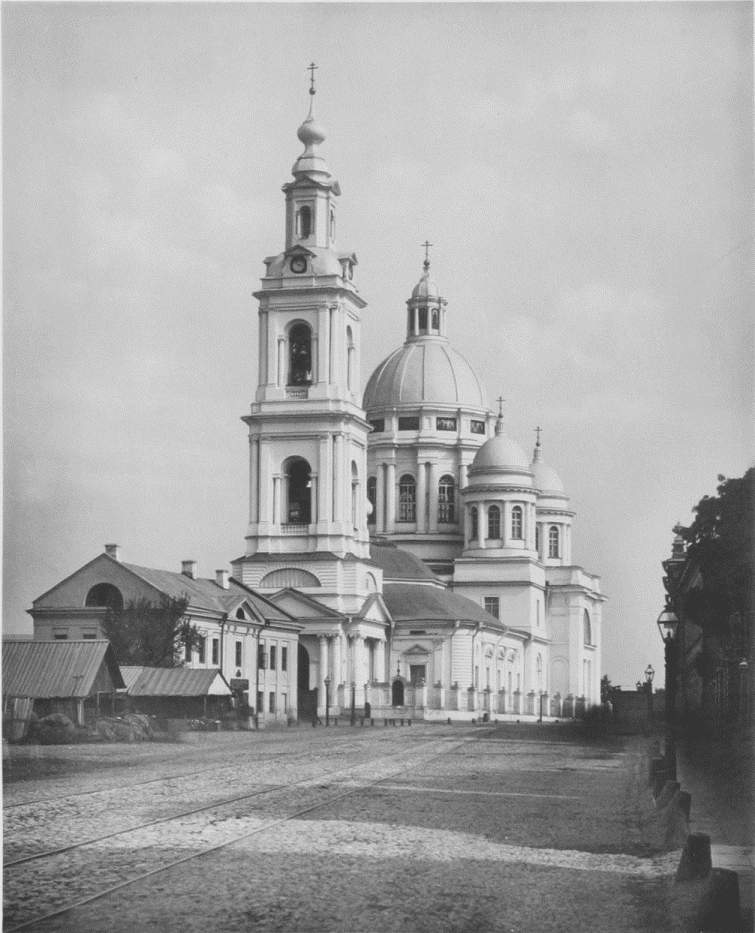
Epifaniekathedraal, foto 1882

De Theofaniekathedraal van Jelochovo (Russisch: Богоявленский собор в Елохове) of Kathedraal van de Driekoningen is een Russisch-orthodoxe kathedraal in Moskou. De kathedraal staat ten noordoosten van het centrum, in het stadsdeel Basmanny aan de Spartakovskaja oelitsa. Van 1938 tot 1991 was het de hoofdkathedraal van het Moskouse Patriarchaat. De huidige vorm van de kerk dateert uit 1938.

## Geschiedenis
Op deze locatie werd voor het eerst een kerk gebouw in 1687. De plek lag toen in het gebied van het dorp Jelochovo. Dit dorp werd vooral bekend omdat hier een grote Russische heilige werd geboren, Basilius de Gezegende. Oorspronkelijk betrof het een kerk van hout, echter in 1731 werd de oude kerk vervangen door een gebouw van steen met een klokkentoren. Deze kerk werd vooral bekend omdat in juni 1799 de toekomstige dichter Aleksandr Poesjkin er werd gedoopt. Het gebouw werd echter in 1837 deels afgebroken ten behoeve van de bouw van de huidige kathedraal. Het ontwerp van de kerk is van een relatief onbekende, laat-classicistische, architect. Metropoliet Filaret van Moskou (1821-1867) wijdde de nieuwe kathedraal in oktober 1853 in. Nieuwe bouwwerkzaamheden vonden in 1889 plaats toen een nieuwe refter werd toegevoegd. In 1912 werden er binnen muurschilderingen aangebracht en werd de iconostate verguld.

## De kathedraal tijdens de Sovjet-Unie
De kathedraal kreeg in de periode van de Sovjet-Unie een bijzonder rol toebedeeld. In 1933 werd de hoofdkerk van het Moskouse Patriarchaat, nadat de Kathedraal van Christus de Verlosser, opgeblazen was. Sinds 1933 lag de residentie van de Metropoliet en de latere Patriarch Sergius I van Moskou in de buurt van de Epifaniekathedraal. In 1935 werd een plan voorgesteld om de bestemming van de kathedraal te veranderen in een theater. Gelukkig werd het nooit uitgevoerd. Gezien het feit dat de kathedraal verschoond was gebleven van de grootschalige vernietiging van sacrale bouwwerken door de bolsjewistische machthebbers, kreeg de Epifaniekathedraal vanaf 1938 de functie van hoofdkerk van het Moskouse Patriarchaat. In 1943, 1945, 1971 en 1990 werden hier nieuwe patriarchen geïntroniseerd. Aan de bijzondere positie is het ook te danken dat de kathedraal niet in verval raakte, zoals dat wel gebeurde met andere kerken die niet werden afgebroken. In de jaren 1970-1980 werden grondige renovatiewerkzaamheden uitgevoerd, waaronder de restauratie van de iconostate.

## Na de omwentelingen
In 1991 verloor de kathedraal haar speciale status aan de Maria Hemelvaartkathedraal in het Kremlin. Echter sinds de voltooiing van de wederopbouw is de Kathedraal van Christus de Verlosser weer de hoofdkerk van het patriarchaat en worden daar de belangrijkste orthodoxe celebraties gevierd. Op 9 december 2008 werd Aleksi II van Moskou conform zijn wens in deze kerk bijgezet.

## Architectuur
Het centrale deel van de kathedraal is bekroond met vijf koepels, waarvan vier kleine rondom één grote, centrale koepel. Zoals de vier evangelisten rondom Jezus Christus zijn gerangschikt. Aan de westkant bevindt zich de klokkentoren en tussen de toren en het centrale deel de refter. In het centrale deel van de kerk hangen schilderijen van grote Russische heiligen, zoals Basilius de Gezegende, Sergius van Radonezj en Alexander Nevski. De vergulde iconostase aan de oostelijke zijde is 18 meter hoog.